# Транспорт Швейцарії
Транспорт Швейцарії представлений автомобільним , залізничним , повітряним , водним (річковим і озерним)  і трубопровідним , у населених пунктах  та у міжміському сполученні діє громадський транспорт пасажирських перевезень. Площа країни дорівнює 41 277 км² (136-те місце у світі). Форма території країни — складна, витягнута в широтному напрямку; максимальна дистанція з півночі на південь — 220 км, зі сходу на захід — 345 км. Географічне положення Швейцарії дозволяє країні контролювати транспортні шляхи через гірські перевали у Альпах між країнами Західної, Центральної і Південної Європи.

## Автомобільний

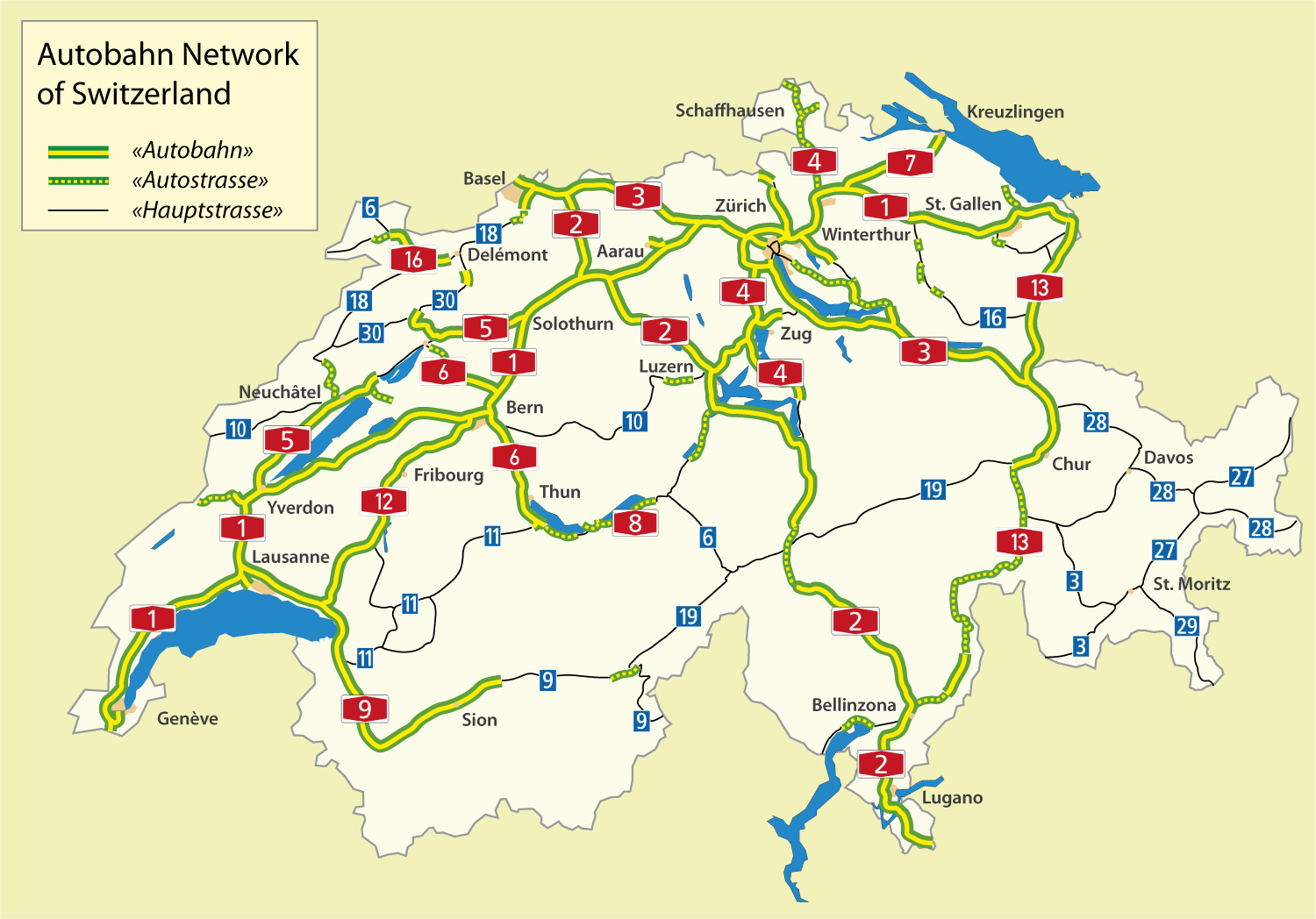
Мережа основних автошляхів Швейцарії

Загальна довжина автошляхів у Швейцарії, станом на 2012 рік, дорівнює 71 464 км із твердим покриттям (1 415 км швидкісних автомагістралей) (65-те місце у світі).

## Залізничний
Загальна довжина залізничних колій країни, станом на 2014 рік, становила 5 652 км (33-тє місце у світі), з яких 4 4248 км стандартної 1435-мм колії (3 6341 км електрифіковано), 2 км вузької 1200-мм колії (2 км електрифіковано), 1883 км вузької 1000-мм колії (1673 км електрифіковано), 364 км вузької 800-мм колії (364 км електрифіковано).
|                      |
| Льодовиковий експрес |

## Повітряний
У країні, станом на 2013 рік, діє 63 аеропорти (78-ме місце у світі), з них 40 із твердим покриттям злітно-посадкових смуг і 23 із ґрунтовим. Аеропорти країни за довжиною злітно-посадкових смуг розподіляються наступним чином (у дужках окремо кількість без твердого покриття):
- довші за 10 тис. футів (>3047 м) — 3 (0);
- від 10 тис. до 8 тис. футів (3047-2438 м) — 2 (0);
- від 8 тис. до 5 тис. футів (2437—1524 м) — 12 (0);
- від 5 тис. до 3 тис. футів (1523—914 м) — 6 (0);
- коротші за 3 тис. футів (<914 м) — 17 (23)[1].

У країні, станом на 2015 рік, зареєстровано 12 компанії авіаперевізників, які оперують 163 повітряними суднами. За 2015 рік загальний пасажирообіг на внутрішніх і міжнародних рейсах становив 26,8 млн осіб. За 2015 рік повітряним транспортом було перевезено 1,3 млрд тонно-кілометрів вантажів (без врахування багажу пасажирів).
У країні, станом на 2013 рік, споруджено і діє 2 гелікоптерні майданчики.
Швейцарія є членом Міжнародної організації цивільної авіації (ICAO). Згідно зі статтею 20 Чиказької конвенції про міжнародну цивільну авіацію 1944 року, Міжнародна організація цивільної авіації для повітряних суден країни, станом на 2016 рік, закріпила реєстраційний префікс — HB, заснований на радіопозивних, виділених Міжнародним союзом електрозв'язку (ITU). Аеропорти Швейцарії мають літерний код ІКАО, що починається з — ES.

## Водний

### Морський
Морський торговий флот країни, станом на 2010 рік, складався з 38 морських суден з тоннажем понад 1 тис. реєстрових тонн (GRT) кожне (76-те місце у світі), з яких: балкерів — 19, суховантажів — 9, танкерів для хімічної продукції — 5, контейнеровозів — 4, нафтових танкерів — 1; зареєстровані під прапорами інших країн — 127 (Антигуа і Барбуди — 7, Багамських Островів — 1, Белізу — 1, Кайманових Островів — 1, Франції — 5, Німеччини — 2, Гонконгу — 5, Італії — 13, Ліберії — 25, Люксембургу — 1, Мальти — 20, Маршаллових Островів — 12, Нової Зеландії — 2, Панами — 15, Португалії — 3, Російської Федерації — 3, Сент-Вінсенту і Гренадин — 7, Сінгапуру — 3, Іспанії — 1).

### Річковий
Загальна довжина судноплавних ділянок річок і водних шляхів, доступних для суден з дедвейтом понад 500 тонн, 2010 року становила 1 292 км (57-ме місце у світі). 65 км водних шляхів припадає на Рейн, ділянка на північному кордоні країни між Базелем і Шаффгаузеном. Головний річковий порт країни: Базель на Рейні.

## Трубопровідний
Загальна довжина газогонів у Швейцарії, станом на 2013 рік, становила 1 800 км; нафтогонів — 94 км; продуктогонів — 7 км.

## Державне управління
Держава здійснює управління транспортною інфраструктурою країни через Федеральний департамент довкілля, транспорту, енергетики та комунікацій. Станом на 2021 рік, федеральний департамент очолює Симонетта Соммаруга.

### Українською
- Атлас. 10-11 клас. Економічна і соціальна географія світу / упорядники :  О. Я. Скуратович, Н. І. Чанцева. — К. : ДНВП «Картографія», 2010. — ISBN 978-966-475-639-3.
- Атлас світу / голов. ред. І. С. Руденко ; зав. ред. В. В. Радченко ; відп. ред. О. В. Вакуленко. — К. : ДНВП «Картографія», 2005. — 336 с. — ISBN 9666315467.
- Безуглий В. В. Економічна і соціальна географія зарубіжних країн : Навчальний посібник. — К. : ВЦ «Академія», 2007. — 704 с. — ISBN 978-966-580-239-6.
- Безуглий В. В., Козинець С. В. Регіональна економічна і соціальна географія світу : Навчальний посібник. — видання 2-ге, доп., перероб. — К. : ВЦ «Академія», 2007. — 688 с. — ISBN 966-580-144-9.
- Дахно І. І. Країни світу: Енциклопедичний довідник / І. І. Дахно, С. М. Тимофієв. — К. : Мапа, 2011. — 606 с. — (Бібліотека нового українця) — ISBN 978-966-8804-23-6.
- Дахно І. І. Економічна географія зарубіжних країн : навчальний посібник. — К. : Центр учбової літератури, 2014. — 319 с. — ISBN 978-611-01-0682-5.
- Дорошенко В. І. Географія транспорту : Навчальний посібник / В. І. Дорошенко, К. Д. Діденко. — К. : Київський нац. ун-т ім. Т. Шевченка, 2010. — 183 с. — ISBN 978-966-439-329-1.
- Дубович І. А. Країнознавчий словник-довідник. — 5-те вид., перероб. і доп. — К. : Знання, 2008. — 839 с. — ISBN 978-966-346-330-8.
- Економічна і соціальна географія країн світу : Навчальний посібник / За ред. С. П. Кузика. — Л. : Світ, 2002. — 672 с. — ISBN 966-603-178-7.
- Зарубіжна транспортна географія : навчальний посібник / уклад. : Петрашевський О. Л. и др. — К. : Національний транспортний університет, 2015. — 95 с. — ISBN 978-966-632-227-5.
- Юрківський В. М. Регіональна економічна і соціальна географія. Зарубіжні країни : Підручник. — К. : Либідь, 2001. — 416 с. — ISBN 966-06-0092-5.

### Англійською
- (англ.) Modern Transport Geography / Hoyle, B. and R. Knowles (eds). — Second Edition,. — London : Wiley, 1998.
- (англ.) Rodrigue, J-P. The Geography of Transport Systems. — Fourth Edition. — N. Y. : Routledge, 2017. — 440 с. — ISBN 978-1138669574.
- (англ.) Taaffe E. J., Gauthier H. L. and O'Kelly M. E. Geography of transportation. — Second Edition. — N. Y. : Prentice Hall, 1996. — ISBN 0-13-368572-1.
- (англ.) Black, W. Transportation: A Geographical Analysis. — N. Y. : Guilford, 2003.

### Російською
- (рос.) Максаковский В. П. Географическая картина мира. Книга I: Общая характеристика мира. — М. : Дрофа, 2008. — 495 с. — ISBN 978-5-358-05275-8.
- (рос.) Максаковский В. П. Географическая картина мира. Книга II: Региональная характеристика мира. — М. : Дрофа, 2009. — 480 с. — ISBN 978-5-358-06280-1.
- (рос.) Физико-географический атлас мира. — М. : Академия наук СССР и главное управление геодезии и картографии ГГК СССР, 1964. — 298 с.
- (рос.) Шаповал Н. С. Транспортная география и транспортные системы мира : учебное пособие. — К. : Центр учбової літератури, 2006. — 188 с. — ISBN 000-0000-00-4.
- (рос.) Экономическая, социальная и политическая география мира. Регионы и страны / под ред. С. Б. Лаврова, Н. В. Каледина. — М. : Гардарики, 2002. — 928 с. — ISBN 5-8297-0039-5.
- (рос.) Энциклопедия стран мира / глав. ред. Н. А. Симония. — М. : НПО «Экономика» РАН, отделение общественных наук, 2004. — 1319 с. — ISBN 5-282-02318-0.